# Arnau Cadell
Arnau Cadell o Gatell fue un escultor español del siglo XII y XIII. Junto con su taller es autor de los capiteles de los claustros del monasterio de Sant Cugat iniciado en el 1190 y de la catedral de Gerona. 
Las representaciones en los capiteles hechos por Cadell muestran ornamentos vegetales, formas corintias, escenas de la vida de los monjes y temas históricos de la Biblia que tienen relación con los capiteles de San Pedro de Galligans. 
Arnau Cadell es el primer artista catalán conocido con nombre y apellido. Se conserva su testamento redactado en Gerona en el año 1221, en el cual deja bienes al monasterio de Sant Cugat y a la Catedral de Gerona. Además en el claustro del monasterio de Sant Cugat se encuentra un autorretrato suyo y una firma que dice en latín: 
Aunque en sus obras se nota la influencia de la escuela de Toulouse se cree que se formó allí mismo en Gerona donde pasó acabó su vida.